# Březina u Křtin
Březina (deutsch Bscheschina, auch Brzezina) ist eine Gemeinde in Tschechien. Sie liegt bei Křtiny und etwa 15 Kilometer nordöstlich des Stadtzentrums von Brno und gehört zum Okres Brno-venkov.

## Geographie
Březina befindet sich im Süden des Drahaner Berglandes. Das von Wäldern umgebene Dorf liegt in der Quellmulde des Baches Ochozský potok. Březina befindet sich am Rande des Landschaftsschutzgebietes Moravský kras, östlich erstreckt sich der Naturpark Říčky. Südlich erhebt sich die Skalka (478 m), im Südwesten die Baba (496 m) und westlich die Vysoká (492 m). Zwei Kilometer östlich befindet sich bei der Hüttensiedlung Lhotky die Wüstung Lhota.
Nachbarorte sind Křtiny im Norden, Proseč, Bukovina, Lhotky und Bukovinka im Nordosten, Říčky und Račice im Osten, Nový Dvůr und Lhotky im Südosten, Ochoz u Brna und Obce im Süden, Kanice im Südwesten, Babice nad Svitavou im Westen sowie Habrůvka im Nordwesten.

## Geschichte
Die erste schriftliche Erwähnung der zur Burg Ronov gehörigen Dorfes Brzyezina erfolgte im Jahre 1365 als Besitz des Čeněk Krušina von Lichtenburg. Nach dem Ronov im 15. Jahrhundert wüst gefallen war, schlugen die Černohorský von Boskowitz das Dorf der Herrschaft Nový hrad zu. Seit der zweiten Hälfte des 15. Jahrhunderts ist in Březina ein Hof nachweisbar, Besitzer war der Landadelige Jiřík von Březina. Im Jahre 1604 erwarben die Liechtensteiner das Dorf und schlossen es an die Herrschaft Pozořice an. Das älteste Ortssiegel stammt aus dem Jahre 1635. 1746 wurde südöstlich von Březina der herrschaftliche Schafhof Nový Dvůr angelegt. Im selben Jahre legte die Herrschaft noch einen weiteren Wirtschaftshof Nový Dvůr an, dieser befand sich auf dem Fluren des wüsten Dorfes Lhota und wurde später als Lhotky bezeichnet. In Lhotky entstanden später der Jägerhaus und Hegerhaus, 1842 kam noch eine Unterkunft für Forstarbeiter hinzu. Bis zur Mitte des 19. Jahrhunderts blieben die Liechtensteiner Grundherren von Březina. Am westlichen Ortsrand wurde an der Vysoká Kalkstein gebrochen und in der Kalkbrennerei Kruhovka gebrannt.
Nach der Aufhebung der Patrimonialherrschaften bildete Březina ab 1850 mit der Einschicht Lhotky eine Gemeinde in der Bezirkshauptmannschaft Brünn. Lhotky wurde im Jahre 1885 nach Hostěnice umgemeindet. Am 24. April 1901 brach in Proseč ein Großbrand aus. Dieser breitete sich über schindel- und strohgedeckten Häuser rasch nach Südwesten aus und griff auf Březina über. Dabei wurden 26 Häuser des Dorfes zerstört. 1913 wurde der Glockenturm in Březina abgebrochen.
Seit 1921 gehörte die Gemeinde zum Okres Brno-venkov. In den letzten Tagen des Zweiten Weltkrieges wurde Březina zum Schauplatz eines blutigen Gefechts. Nachdem der Ort am 1. Mai 1945 von sowjetischen Bombern angegriffen worden war, rückte am selben Tage eine 40 Mann starke Vorhut der Roten Armee gegen Březina vor. Bei den Kämpfen starben 38 Rotarmisten, drei Wehrmachtsangehörige sowie durch Granatsplitter eine Bäuerin. 1950 wurden Proseč und Březina zu einer Gemeinde Březina zusammengeschlossen und zugleich dem Okres Blansko zugeordnet. Seit 2000 führt die Gemeinde ein Wappen und Banner. Mit Beginn des Jahres 2007 wechselte Březina in den Okres Brno-venkov. Gepfarrt ist das Dorf zur Kirche der Jungfrau Maria in Křtiny.

## Gemeindegliederung
Für die Gemeinde Březina sind keine Ortsteile ausgewiesen. Zu Březina gehört die Ortslage Proseč (Pros).

## Sehenswürdigkeiten
- Filialkirche Maria Mutter der Kirche, geweiht 1995
- Naturdenkmal Březinka, am Berg Vysoká westlich des Dorfes
- Gedenkstein für Jan Opletal (1915–1939), im Wald westlich des Dorfes
- Höhle Výpustek, nordwestlich von Březina
- Karsthöhle Malý lesík, südwestlich im Tal des Ochozský potok